# Балкански гласник
„Балкански гласник/Revue Balkanique“ (на сръбски: Балкански Гласник) е сръбски вестник, излизал в Белград от 7 юли до 25 август 1902 година, издаван от ранния македонист Стефан Дедов. Това е първото македонистко периодично издание, което постулира наличието на отделна македонска народност сред славянското население на Македония. Редактор на вестника е Диаманди Мишайков.
Вестникът излиза веднъж в седмицата на сръбски език, като уводните му статии са и на френски език. Почти всички сътрудници се подписват с псевдоними или статиите са анонимни. В първия брой са обозначени целта и задачата на вестника:
| „ | да възпитава своите сънародници в интелектуално, национално и политическо отношение и да информира общественото мнение за положението на поробените братя | “ |

Основните положения на програмната концепция са изложени в неподписана статия на Дедов.
| „ | Ако има на земното кълбо народ, намиращ се в най-нещастно положение, това е македонският народ. Историята не помни друг пример, когато един и същи народ по традиция, език и вяра е разделен на различни направления, далечни едно от друго... | “ |

В друга статия се казва:
| „ | Всеки, който е имал възможност да посети тази нещастна братска страна, уверени сме, е видял, че основната маса от населението е славянска, която по обичаи традиции и историческо минало представлява етнографско единство, но която днес е разделена на няколко части. Ние смятаме, че славяните в Македония не са българи и като доказателство е достатъчно да си припомним успеха, който постигнаха напоследък сръбските училища, показвайки по този начин, че освен българска, може да съществува и сръбска народност. За тридесет години българите не успяха да българизират населението на Македония и ние мислим, че това не могат да направят и другите народности. В интерес на славянството, надяваме се, че всички ще действат за това да се даде на Македония автономия и да се признае нейният славянски македонски диалект. | “ |

От вестника излизат 8 броя, след което е спрян и редакторите му са изгонени от Сърбия.